# 川崎市立玉川小学校
川崎市立玉川小学校（かわさきしりつ ぎょくせんしょうがっこう）は、神奈川県川崎市中原区北谷町にある市立小学校。

## 沿革
- 1904年（明治37年）3月27日 - 旧中丸子小学校より分離、御幸村尋常小学校創立。
- 1908年（明治41年）9月12日 - 現在地に新校舎上棟式挙行し、この日（9月12日）を開校記念日と定めた。
- 1923年（大正12年）4月1日 - 御幸村立玉川尋常小学校と改称。
- 1924年（大正13年）12月1日 - 市制施行に伴い、川崎市玉川尋常小学校と改称。
- 1941年（昭和16年）4月1日 - 国民学校令により、川崎市立玉川国民学校と改称。
- 1947年（昭和22年）4月1日 - 学制改革により、川崎市立玉川小学校と改称。
- 1953年（昭和28年）5月5日 - 創立50周年式典挙行し、校歌制定。
- 1988年（昭和63年）11月28日 - 厚木市立玉川小学校と姉妹校締結。
- 2004年（平成16年）10月23日 - 創立100周年記念式典挙行[1]。
- 2005年（平成17年）1月 - この月から3月まで、校舎耐震補強工事実施[2]。

## 通学区域
出典
- 市ノ坪（410～445番、452～486番、581番以降）
- 上平間（1～170番、218～299番、310～332番、372～375番、378番、2000番以降）
- 北谷町（全域）
- 中丸子（301～344番、473～797番、805～1154番、1156～1180番）

## 進学先中学校
出典
- 川崎市立玉川中学校

## アクセス
- 川崎市営バス「川71」・「川74」の各系統で、「玉川小学校前」停留所より、学校正門まで、
  - 上平間行・川崎駅（東口）行・川崎駅ラゾーナ広場行のりばから、徒歩約40m・約1分。
  - 小杉駅前行のりばから、徒歩約85m・約1分（直線距離は約30mほどだが、南武沿線道路を跨ぐ歩道橋を利用しなければならない為、約3倍の距離となる）。
- JR東日本南武線平間駅から、徒歩約490m・約8分（最短ルート移動した場合）。

## 周辺
- 法田寺 - 川崎市道をはさんで、敷地が隣接。
- 南武沿線道路
- 北谷町緑道
- 天竺釈迦堂
- 社会福祉法人長幼会玉川保育園 - 進学前保育園のひとつ。
- このほか、「ライオンズガーデン平間四季の杜」などのマンション・アパートなどの住宅施設も点在する。